# Andreas Ludwig (Künstler)
Andreas Ludwig (* 15. Oktober 1964 in Helmstedt; † 16. März 2008 in Hannover) war ein deutscher Künstler.

## Leben
Nach einer Berufsausbildung zum Bankkaufmann holte er auf dem zweiten Bildungsweg am Wolfsburg-Kolleg das Abitur nach. Im Jahr 1986 begann er vorerst ein Architekturstudium. 1987 wechselte er zur Freien Kunst an der Fachhochschule Hannover im Fachbereich Bildende Kunst und Malerei bei Ulrich Baehr. 1992 verbrachte Ludwig ein Gastsemester an der ACADEMIA MINERVA in Groningen, Niederlande und studierte dort Malerei bei Johann van Oord und Tom Mars. Ein Diplom als Bildender Künstler erhielt Ludwig 1993. Das Studium an der Fachhochschule Hannover führte er als Meisterschüler bei  Verena Vernunft bis 1994 fort. 1995 erhielt er ein Stipendium des Landkreises Gifhorn im Künstlerhaus Meinersen. Seit 1996 arbeitete er als freier Künstler in Hannover. 2008 starb Andreas Ludwig in Hannover.

## Auszeichnungen
- 1994: Kunstpreis des Landkreises Gifhorn
- 1997:  Kunstpreis „junger westen“ Stadt Recklinghausen[1]

## Ausstellungen
Für Ausstellungen mit dem Vermerk (K) wurde ein Katalog hergestellt.

### Einzelausstellungen
- 1992: Zeichen und Formen – Hannover, Galerie Marghescu
- 1992: Grafische Gesten – Helmstedt, Cafe M1
- 1994: Meisterschüler '94 – FH Hannover, Poznań, Polen, Biuro Wystaw Artystycznych
- 1995: Mörk und Ludwig – (K) Gehrden, Kunstverein Gehrden (mit Mörk)
- 1996: Malerei – Gifhorn, Kunstverein Gifhorn
- 2009: Graphik – Hannover, Fa. Bösner
- 2010: Retrospektive – Jerxheim, kunstwirkstoff[2][3][4]
- 2011: Patterns & Prints – Malerei und Druckgraphik von Andreas Ludwig – Bremen, Galerie Brunnenhof des Krankenhauses St. Joseph-Stift[5][6]
- 2012: Zeichen & Formen – Hannover, Städtische Galerie KUBUS[7][8]
- 2013: DRUCKSACHE – Helmstedt, Kreishaus[9][10]
- 2014: dialog – Hannover, Kunstraum j3fm[11]

### Gruppenausstellungen
- 1990: Leipzigneunzig – Leipzig, Hochschule für Graphik und Buchkunst
- 1991: Intergrafia '91 – Katowice, Polen
- 1991: Kunst auf Papier – Hannover, FH Hannover
- 1993: Künstlerbücher – Hannover, Galerie Marghescu
- 2009: Graphik – Jerxheim, kunstwirkstoff[12]
- 2012: Kunstpreis „junger westen“ 1948 bis 2011. Die Preisträger – Recklinghausen, Kunsthalle Recklinghausen[13][14]